# Grobišče, Postojna
Grobišče este o localitate din comuna Postojna, Slovenia, cu o populație de 60 de locuitori.